# 申孔
申孔是瑞士的城鎮，位於該國中部，由琉森州負責管轄，面積6.7平方公里，六成半土地是農業用地，海拔高度522米，2011年人口2,593，人口密度每平方公里387人。

## 外部連結
- Official Website of Schenkon （页面存档备份，存于）